# El bonaerense
Pour plus de détails, voir Fiche technique et Distribution.
El bonaerense est un long métrage du metteur en scène argentin Pablo Trapero, réalisé en 2001 et applaudi au festival de Cannes de 2002 dans la section « Un Certain Regard ». À travers un mélange de fiction réaliste et d'approche documentaire, Pablo Trapero réalise un portrait de la bonaerense, la police de la province de Buenos Aires, et de la corruption qui y sévit. 
Ce film est avant tout une performance d'acteur à travers Jorge Román qui incarne le personnage d'un jeune serrurier embarqué contre sa volonté dans une affaire de cambriolage et qui échappe à la prison grâce à l'intervention de son oncle. En contrepartie, il est pris en charge par ce dernier qui lui trouve un poste dans la bonaerense grâce à des contacts et malgré le manque de qualification du jeune recru. 

## Synopsis
Crime non prémédité, crime impuni et corruption servent de toile de fond à ce scénario qui met en scène un jeune policier soumis et complaisant face aux pratiques en vigueur au sein de la bonaerense. De fil en aiguille, celui-ci finit par bénéficier des faveurs de son supérieur et gravit les échelons d'une hiérarchie reposant davantage sur la corruption que sur le mérite. À travers le regard de son héros, docile et soumis, et un traitement sobre bien que réaliste, le réalisateur s'abstient certes de formuler un jugement moral qui ne serait que trop évident, mais l'issue du film ne laisse cependant aucun doute quant à la réalité mise en cause.

## Fiche technique
- Titre : El bonaerense
- Réalisation : Pablo Trapero
- Scénario : Nicolas Gueilburt, Ricardo Ragendorfer, Dodi Shoeuer, Pablo Trapero et Daniel Valenzuela
- Musique : Pablo Lescano
- Photographie : Guillermo Nieto
- Montage : Nicolás Goldbart
- Production : Pablo Trapero
- Société de production : Matanza Cine, Pablo Trapero Productions, Pol-Ka Producciones et Wood Producciones
- Pays :  Argentine,  Chili,  France et  Pays-Bas
- Genre : Policier et drame
- Durée : 105 minutes
- Dates de sortie : 
  -  France : 21 mai 2002 (Festival de Cannes), 9 avril 2003
  -  Argentine : 19 septembre 2002

## Distribution
- Jorge Román : Zapa
- Mimí Ardú : Mabel
- Darío Levy : Gallo
- Hugo Anganuzzi : Polaco
- Víctor Hugo Carrizo : Molinari
- Graciana Chironi : la mère de Zapa
- Roberto Posse : oncle Ismael
- Luis Viscat : Pellegrino
- Aníbal Barengo : Caneva
- Gerardo Maffoni : Osorio
- Liliana De Maria : Marina
- Facundo Gómez : l'aspirant Salazar
- Carlos Federico Simon : le fils Mabel
- Marcela Uzuka : l'instructrice de police

## Distinctions
- Festival international du film de Chicago : Prix FIPRESCI